# Potridiscus
Potridiscus es un género de hongos en el orden Helotiales. La relación de este taxón con otros taxones en el orden es incierta (incertae sedis), y aún no ha sido ubicado con certeza en una familia. Este género es monotípico y contiene la especie Potridiscus polymorphus.